# Heliconius euphone
Heliconius euphone är en fjärilsart som beskrevs av Felder 1862. Heliconius euphone ingår i släktet Heliconius och familjen praktfjärilar. Inga underarter finns listade i Catalogue of Life.